# Liste der Biografien/Que
Liste der Biografien |
Portal Biografien |
Personensuche
# |
A |
B |
C |
D |
E |
F |
G |
H |
I |
J |
K |
L |
M |
N |
O |
P |
Q |
R |
S |
T |
U |
V |
W |
X |
Y |
Z |
?
 
Qa |
Qe |
Qi |
Qo |
Qr |
Qu |
Qv |
Qw |
Qy
 
Qua |
Qub |
Qud |
Que |
Quh |
Qui |
Quj |
Qul |
Qum |
Qun |
Quo |
Qur |
Qus |
Qut |
Quw |
Quy
Die Liste der Biografien führt alle Personen auf, die in der deutschsprachigen Wikipedia einen Artikel haben. Dieses ist eine Teilliste mit 360 Einträgen von Personen, deren Namen mit den Buchstaben „Que“ beginnt.

## Que
- Quế, Ngọc Hải (* 1993), vietnamesischer Fußballspieler

### Quea
- Queally, Jason (* 1970), britischer Radrennfahrer

### Queb
- Quebec, Ike (1918–1963), US-amerikanischer Jazzmusiker und Musikproduzent
- Quebedeaux, John (1919–1996), US-amerikanischer Soldat, Geschäftsmann und Politiker
- Quebonafide (* 1991), polnischer Rapper, Sänger und SongwriterQuebonafide (* 1991)

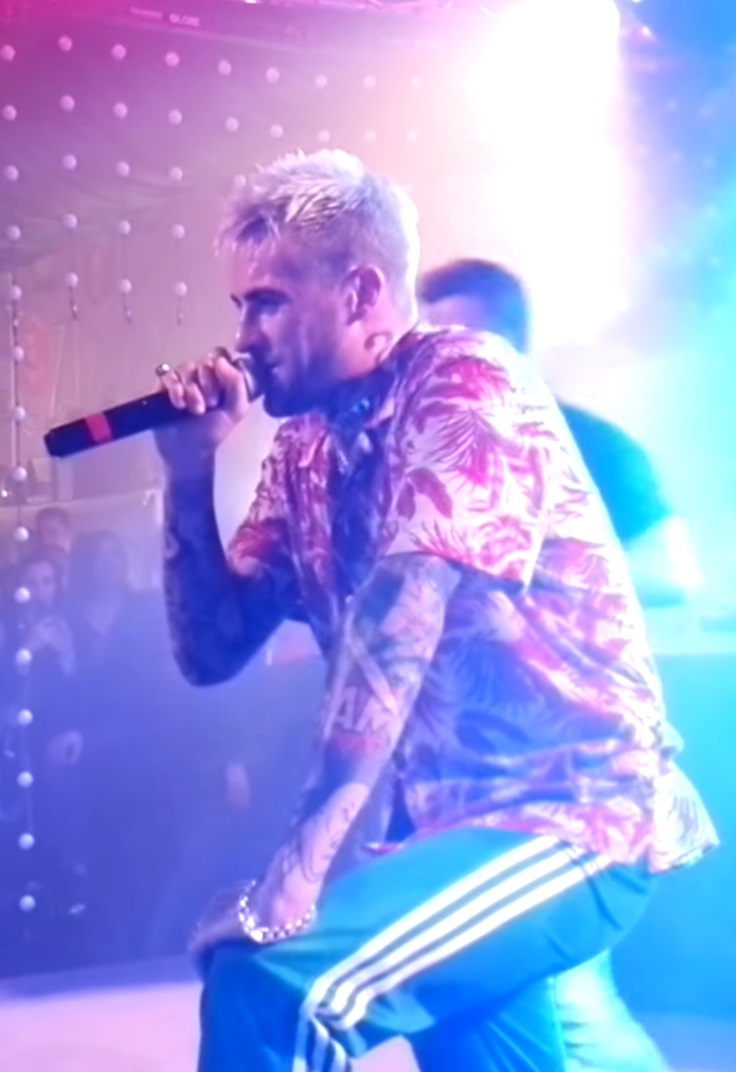
Quebonafide (* 1991)

### Quec
- Queck, Danny (* 1989), deutscher Skispringer
- Queck, Gisela (* 1933), deutsche DFD-Funktionärin und NDPD-Funktionärin
- Queck, Günter (1943–2023), deutscher Fußballspieler
- Queck, Gustav (1822–1897), deutscher Klassischer Philologe und Gymnasialdirektor
- Queck, Herbert (1925–2011), deutscher Skispringer
- Queck, Horst (* 1943), deutscher Skispringer
- Queck, Manfred (1941–1977), deutscher Skispringer
- Queck, Nikolaus († 1514), Steinmetz, Baumeister und Glockengießer
- Queck, Peter (* 1911), deutscher Fußballspieler
- Queck, Richard (1888–1968), deutscher Fußballspieler
- Queck, Walter (1871–1906), deutscher Maler
- Queck, Werner (1929–1982), deutscher Architekt
- Quecke, Else (1907–2004), deutsche Schauspielerin
- Quecke, Hans (1901–1945), deutscher Sympathisant der Weißen Rose und Regimekritiker
- Quecke, Hans (1928–1998), deutscher Jesuit, Koptologe und Liturgiewissenschaftler
- Queckemeyer, Marcel (* 1980), deutscher Politiker (AfD)
- Queckenstedt, Hans-Heinrich Georg (1876–1918), deutscher Neurologe

### Qued
- Quedenbaum, Gerd (1931–2021), deutscher Schriftsteller, Zeichner und Verleger
- Quedenfeldt, Anna (1868–1959), deutsche Porträtmalerin
- Quedenfeldt, Erwin (1869–1948), deutscher Fotograf und Erfinder
- Quedenfeldt, Friedrich Otto Gustav (1817–1891), königlich preußischer Generalmajor und Entomologe, zuletzt stellvertretender Kommandeur der 7. Infanterie-Brigade
- Quedenfeldt, Gustav (1871–1959), deutscher Dramatiker, Librettist, Arrangeur und Theateragent
- Quedenfeldt, Harald (1905–1944), deutscher Maler, Bühnenbildner und Theatermann im Widerstand gegen den Nationalsozialismus
- Quedenfeldt, Max (1851–1891), königlich preußischer Offizier und Entomologe, Forschungsreisender und Ethnologe
- Quedens, Georg (* 1934), deutscher Fotograf und Sachbuchautor
- Quednau, Andreas (* 1967), deutscher Architekt und Hochschullehrer
- Quednau, August (1868–1931), deutscher Lehrer und Heimatforscher
- Quednau, Frank (1941–2010), deutscher Sport-Journalist
- Quednau, Sabine, deutsche Handballspielerin
- Quednau, Sascha (* 1971), deutscher Regisseur und Drehbuchautor
- Quednau, Werner (1913–2004), deutscher Schriftsteller
- Quednow, Mathilde (1820–1900), deutsche Schriftstellerin
- Quedzuweit, Yannick (* 2007), deutscher Volleyballspieler

### Quee
- Quee, Kwame (* 1996), sierra-leonischer Fußballspieler
- Queen Ifrica (* 1975), jamaikanische Reggae-Sängerin
- Queen Jane († 2010), kenianische Sängerin
- Queen Latifah (* 1970), US-amerikanische Hip-Hop-Musikerin und SchauspielerinQueen Latifah (* 1970)

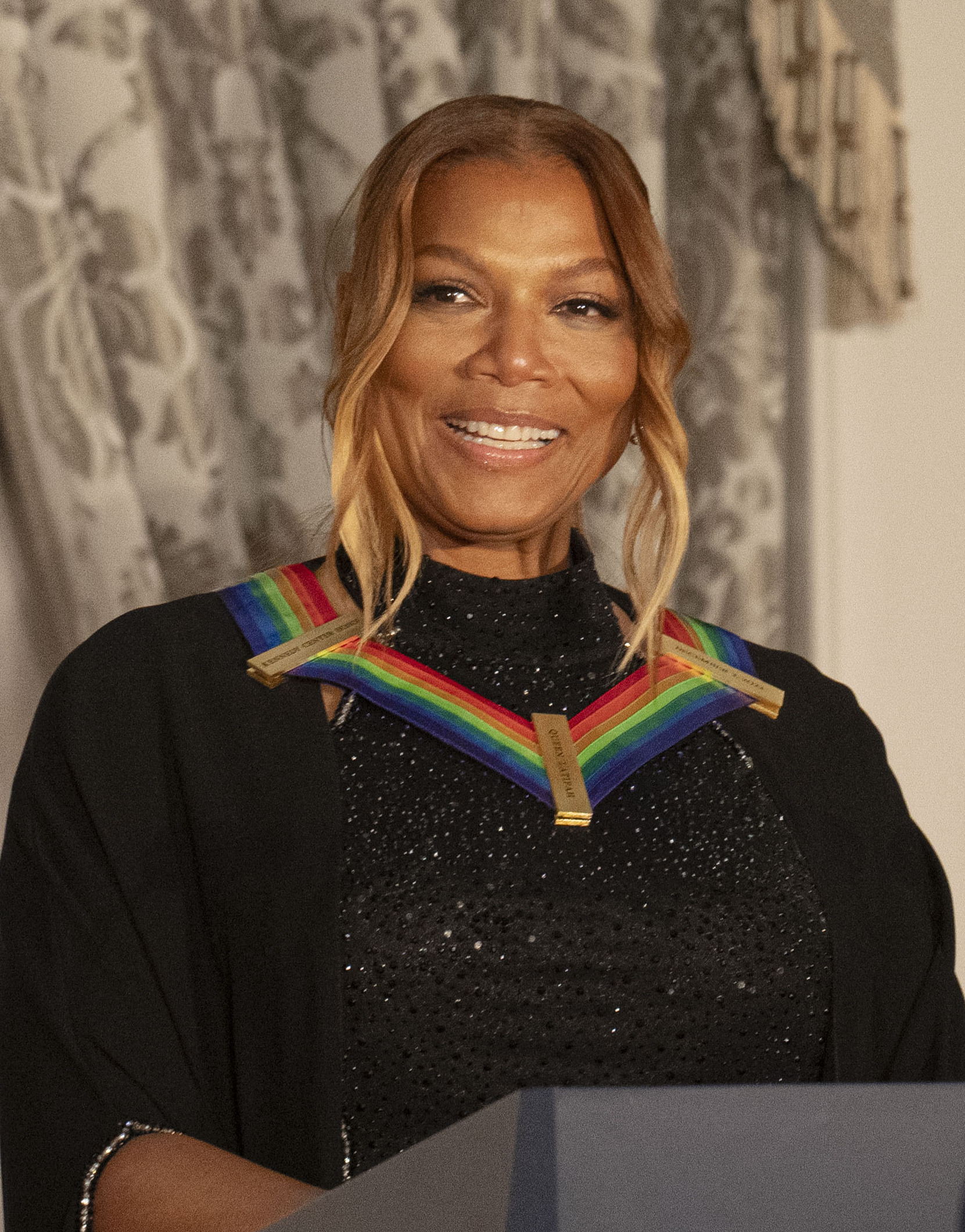
Queen Latifah (* 1970)

- Queen Naija (* 1995), US-amerikanische R&B-Sängerin
- Queen Pen (* 1972), US-amerikanische Rapperin
- Queen, Alvin (* 1950), amerikanischer Jazzschlagzeuger
- Queen, Carol (* 1957), US-amerikanische Autorin, Herausgeberin und Sexualwissenschaftlerin
- Queen, Ivy (* 1972), puerto-ricanische Sängerin
- Queen, Muthoni Drummer, kenianische Rapperin, Sängerin, Produzentin und Unternehmerin
- Queen, Patrick (* 1999), US-amerikanischer American-Football-Spieler
- Queen, Stuart Alfred (1890–1987), US-amerikanischer Soziologe
- Queen, Wendy Lee (* 1981), amerikanische Chemikerin und Materialwissenschaftlerin
- Queenan, Daren (* 1966), US-amerikanisch-belgischer Basketballspieler
- Queer, Nina (* 1985), deutsch-österreichischer Entertainer, Sänger, DragqueenNina Queer (* 1985)

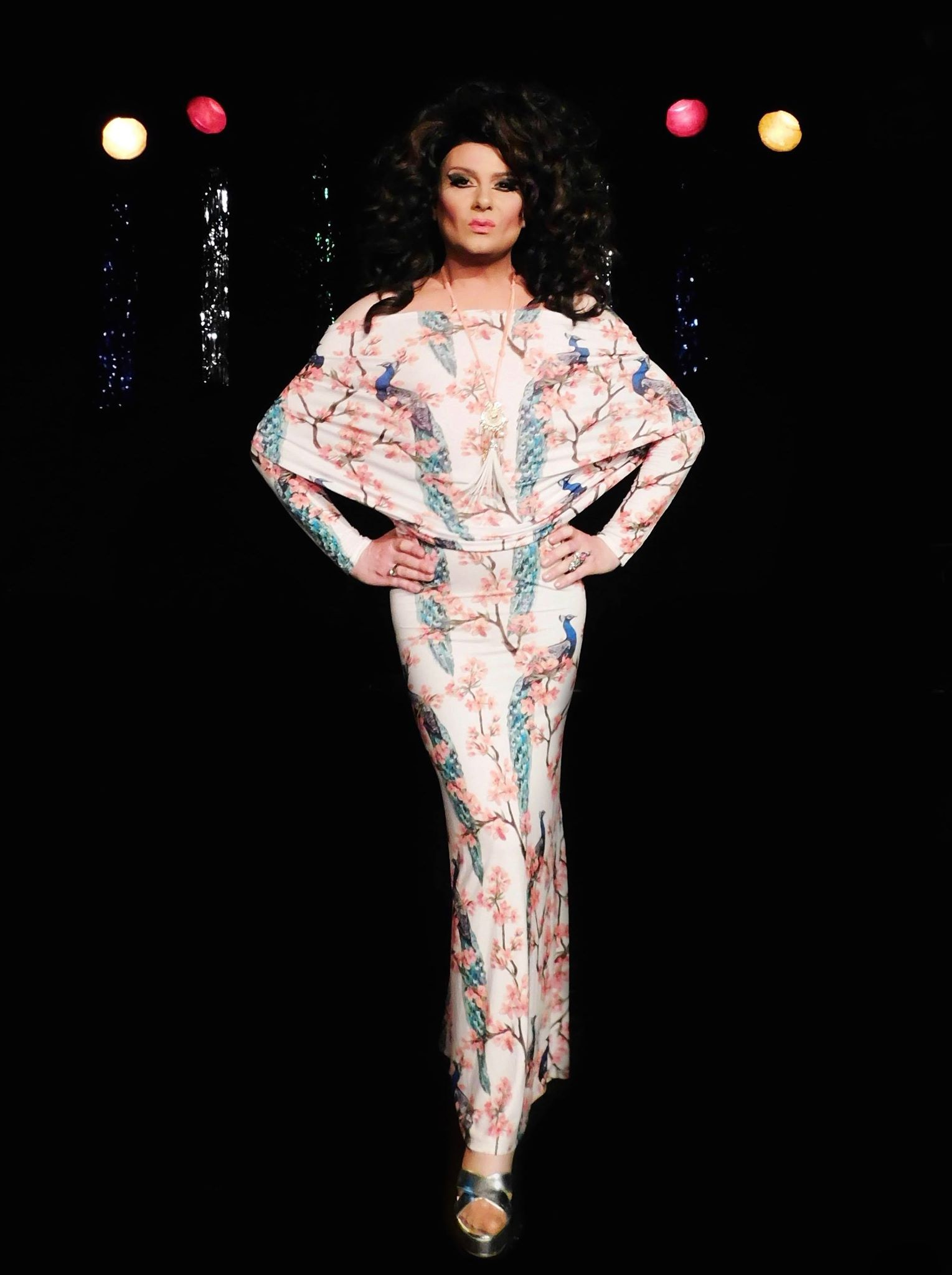
Nina Queer (* 1985)

### Quef
- Quef, Charles (1873–1931), französischer Organist und Komponist
- Queffélec, Anne (* 1948), französische Pianistin
- Queffélec, Henri (1910–1992), französischer Schriftsteller
- Queffélec, Yann (* 1949), französischer Autor

### Queh
- Quehenberger, Philipp (* 1977), österreichischer Musiker und Komponist
- Quehl, Hieronymus Florentinus (1694–1739), deutscher Komponist und Organist
- Quehl, Otto Julius (1857–1914), deutscher Arzt und Schriftsteller

### Quei
- Queipo de Llano Ruiz de Saravia, José María (1786–1843), Ministerpräsident von Spanien
- Queipo de Llano, Francisco de Borja (1840–1890), spanischer Politiker, Parlamentspräsident, Minister und Bürgermeister von Madrid
- Queipo de Llano, Gonzalo (1875–1951), spanischer General
- Queipul Hueiquil, Víctor, Lonko der Mapuche
- Queiroga, Perdigão (1916–1980), portugiesischer Filmregisseur und -produzent
- Queirolo, Elisa (* 1991), italienische Wasserballspielerin
- Queirós Alves, José de (* 1941), portugiesischer Ordensgeistlicher, römisch-katholischer Erzbischof von Huambo
- Queirós, Alberto Andrade de (1884–1957), brasilianischer Politiker
- Queirós, João (* 1998), portugiesischer Fußballspieler
- Queirós, Luísa, portugiesische Malerin
- Queirós, Raquel (* 2000), portugiesische Radrennfahrerin
- Queirós, Tomé José de Barros (1872–1925), portugiesischer Politiker
- Queiroz Barcelos, Crysan (* 1996), brasilianischer Fußballspieler
- Queiroz Costa, Giovana (* 2003), brasilianische Fußballspielerin
- Queiróz Gonçalves, Guilherme de (* 1990), brasilianischer Fußballspieler
- Queiroz Ribeiro, Carlos (1907–1949), portugiesischer Lyriker
- Queiroz Vieira, Wellington de (* 1968), brasilianischer Geistlicher, römisch-katholischer Bischof von Cristalândia
- Queiroz, Antônio Celso (1933–2023), brasilianischer Geistlicher, römisch-katholischer Bischof von Catanduva
- Queiroz, Carlos (* 1953), portugiesischer FußballtrainerCarlos Queiroz (* 1953)

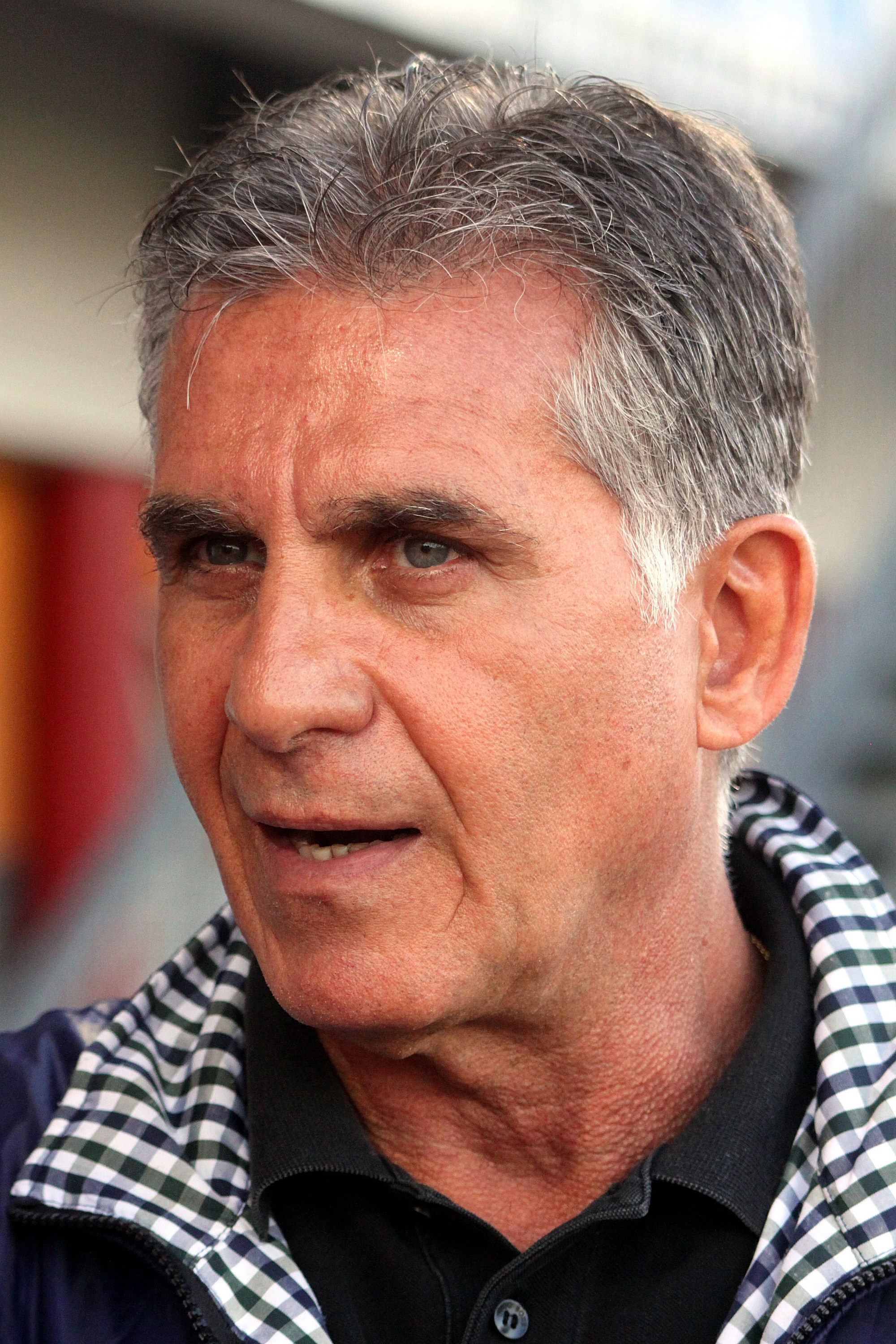
Carlos Queiroz (* 1953)

- Queiroz, Isaquias (* 1994), brasilianischer Kanute
- Queiroz, José De (* 1954), Schweizer Amateurastronom und Gastwirt
- Queiroz, José Maria Eça de (1845–1900), portugiesischer Schriftsteller
- Queiroz, Nicolás (* 1996), uruguayischer Fußballspieler
- Queiroz, Rachel de (1910–2003), brasilianische Schriftstellerin
- Queis, Ehrhard von (1804–1867), preußischer Verwaltungsjurist und Landrat im Kreis Rastenburg (1856–1867)
- Queis, Erhard von († 1529), Wegbereiter der Reformation in Preußen
- Queis, Julius Dietrich von (1705–1769), königlich preußischer Generalmajor
- Queis, Julius von (1839–1909), deutscher Rittergutsbesitzer und Politiker, MdR
- Queisner, Wolfgang (1906–1990), deutscher Brigadegeneral der Bundeswehr
- Queisser, Carl Traugott (1800–1846), deutscher Posaunist und Violinist
- Queißer, Gerlinde (* 1947), deutsche Bildende Künstlerin (Plastiker) und Innenarchitektin
- Queisser, Hans-Joachim (1931–2025), deutscher HalbleiterphysikerHans-Joachim Queisser (1931–2025)

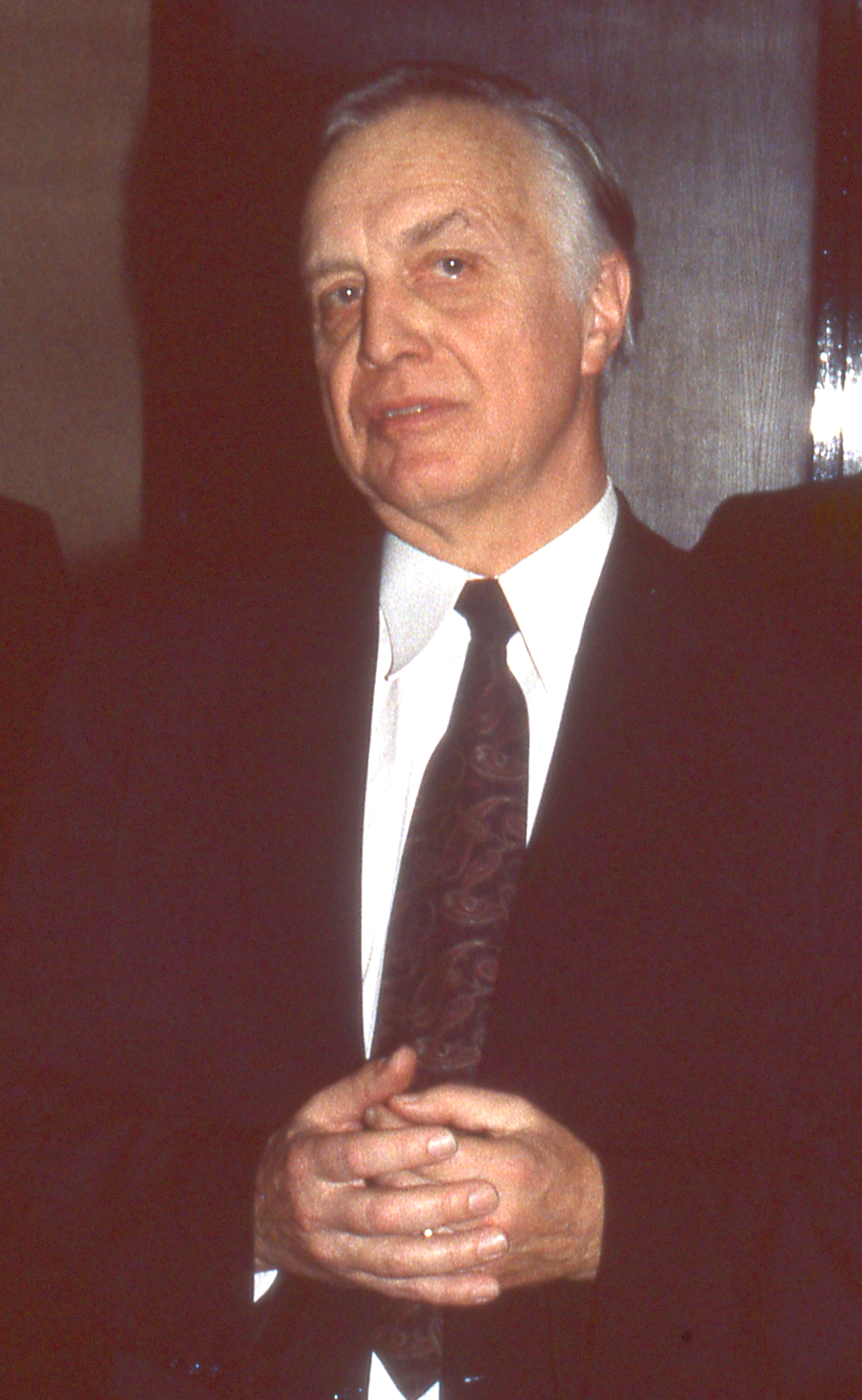
Hans-Joachim Queisser (1931–2025)

- Queißer, Max Manfred (1927–2016), deutscher Kultursoziologe und Maler
- Queisser, Monika (* 1963), deutsche Volkswirtin und Politikwissenschaftlerin
- Queißner, Walter (1921–1997), deutscher Langstreckenläufer und Sportfunktionär
- Queitsch, Margot (* 1946), deutsche Politikerin (SPD), MdL und Stadträtin in Freiburg im Breisgau

### Quej
- Quejas, Fernando (1922–2005), kap-verdischer Sänger und Songschreiber

### Quek
- Quek, Calvin (* 1996), singapurischer Hürdenläufer
- Quek, Maverick (* 1963), singapurischer Schauspieler, Hörspielsprecher und Balletttänzer
- Quek, Samantha (* 1988), britische Hockeyspielerin
- Quekett, John Thomas (1815–1861), britischer Mediziner

### Quel
- Quelen, Charles-Marie de (1703–1777), französischer Prälat
- Quélen, Hyacinthe-Louis de (1778–1839), französischer Geistlicher und römisch-katholischer Erzbischof von Paris
- Queler, Eve (* 1931), US-amerikanische Dirigentin
- Quélet, Lucien (1832–1899), französischer Mykologe
- Queling, Hans (1903–1984), deutscher Reporter und Reiseschriftsteller
- Quell, Gottfried (1896–1976), deutscher evangelischer Theologe und Alttestamentler
- Quell, Michael (* 1960), deutscher Komponist
- Quell, Ulf (* 1969), deutscher Volleyballspieler und -trainer
- Quellacasa, Alfons (1843–1913), Geistlicher und Lehrer
- Quelle, Ernst August (1931–2022), deutscher Komponist
- Quelle, Herbert (* 1953), deutscher Diplomat
- Quelle, Otto (1879–1959), deutscher Geograph
- Quelle, Richard (1870–1926), deutscher Verleger
- Quellenec, Charles de (1548–1572), französischer Adliger und Militär
- Quellet, René (1931–2017), Schweizer Pantomime-Künstler
- Quellhorst, Otto (1895–1962), deutscher Politiker (SPD), MdL
- Quellien, Jean (* 1946), französischer Historiker
- Quellien, Narcisse (1848–1902), französischer Schriftsteller
- Quellinus, Artus I. (1609–1668), flämischer Bildhauer
- Quellinus, Artus II. (1625–1700), flämischer Bildhauer
- Quellinus, Artus III. (1653–1686), flämischer Bildhauer
- Quellinus, Erasmus I. († 1640), flämischer Bildhauer der Künstlerfamilie Quellinus
- Quellinus, Erasmus II. (1607–1678), niederländischer Maler und Kupferstecher
- Quellinus, Jan Erasmus († 1715), flämischer Maler
- Quellinus, Thomas († 1709), flämischer Bildhauer
- Quellmalz, Alfred (1899–1979), deutscher Musikwissenschaftler
- Quellmalz, Samuel Theodor (1696–1758), deutscher Mediziner, Chemiker und Hochschullehrer
- Quellmalz, Udo (* 1967), deutscher Judoka
- Quellmann, Sandra (* 1977), deutsche Fernsehmoderatorin
- Quello, James (1914–2010), US-amerikanischer Rundfunkmanager und Offizier
- Queloz, Catherine (* 1948), Schweizer Kunsthistorikerin
- Queloz, Didier (* 1966), Schweizer Forscher, Astronom, Entdecker des ersten extrasolaren PlanetenDidier Queloz (* 1966)

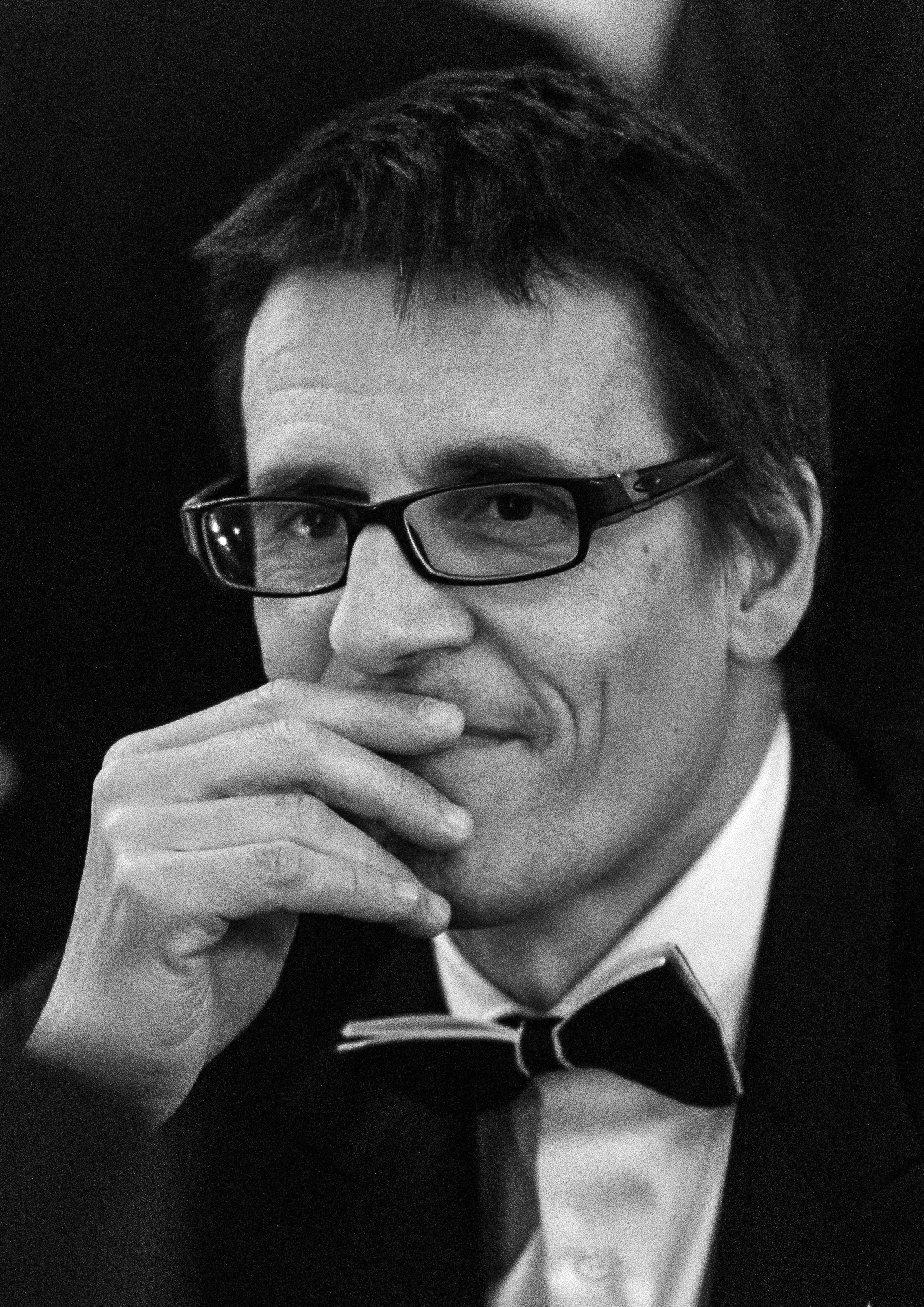
Didier Queloz (* 1966)

### Quem
- Quemada, Bernard (1926–2018), französischer Linguist, Romanist und Lexikograf
- Quematcha, Víctor Luís (* 1967), guinea-bissauischer römisch-katholischer Ordensgeistlicher, Bischof von Bafatá
- Quemener, Ronan (* 1988), französischer Eishockeytorwart
- Quéméneur, Perrig (* 1984), französischer Radrennfahrer
- Quempe, Louis (1883–1961), französischer Turner

### Quen
- Quenard, Raphaël (* 1991), französischer Filmschauspieler
- Quenardel, Olivier (* 1946), französischer römisch-katholischer Ordenspriester, Trappist und emeritierter Abt
- Quenda, Geovany (* 2007), portugiesischer Fußballspieler
- Quendler, Albert (1921–2016), österreichischer Filmregisseur
- Quendler, Michael (* 1972), österreichischer Koch
- Quendler, Peter (1936–2011), österreichischer Entwicklungshelfer
- Quendler, Simon (* 1983), österreichischer Maler
- Queneau, Raymond (1903–1976), französischer Dichter und SchriftstellerRaymond Queneau (1903–1976)

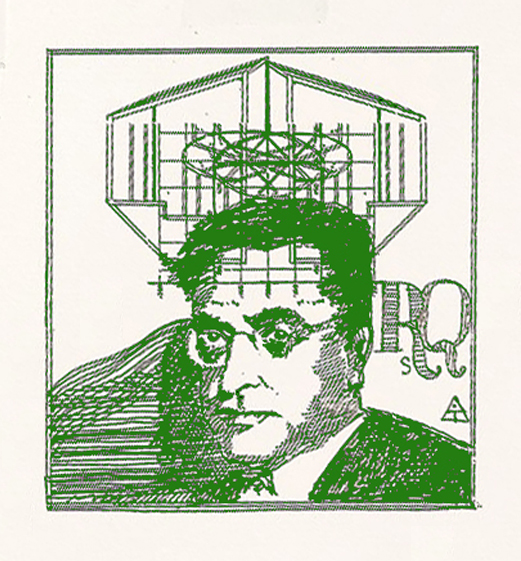
Raymond Queneau (1903–1976)

- Quenedey, Edme (1756–1830), französischer Porträtzeichner
- Quenéhervé, Gilles (* 1966), französischer Leichtathlet und Olympiateilnehmer
- Quénisset, Ferdinand J. (1872–1951), französischer Astronom
- Quennec, Hugh (* 1965), kanadischer Eishockey- und Fußballfunktionär
- Quennec, Kaleigh (* 1998), kanadisch-schweizerische Eishockeyspielerin
- Quennehen, Bernard (1930–2016), französischer Radrennfahrer
- Quennell, Peter (1905–1993), britischer Schriftsteller
- Quennessen, Valérie (1957–1989), französische Filmschauspielerin
- Quennet-Thielen, Cornelia (* 1957), deutsche Juristin, Staatssekretärin
- Quenneville, Jason (* 1982), kanadischer Musikproduzent und Songwriter
- Quenneville, Joel (* 1958), kanadischer Eishockeyspieler und Trainer
- Quenneville, John (* 1996), kanadischer EishockeyspielerJohn Quenneville (* 1996)

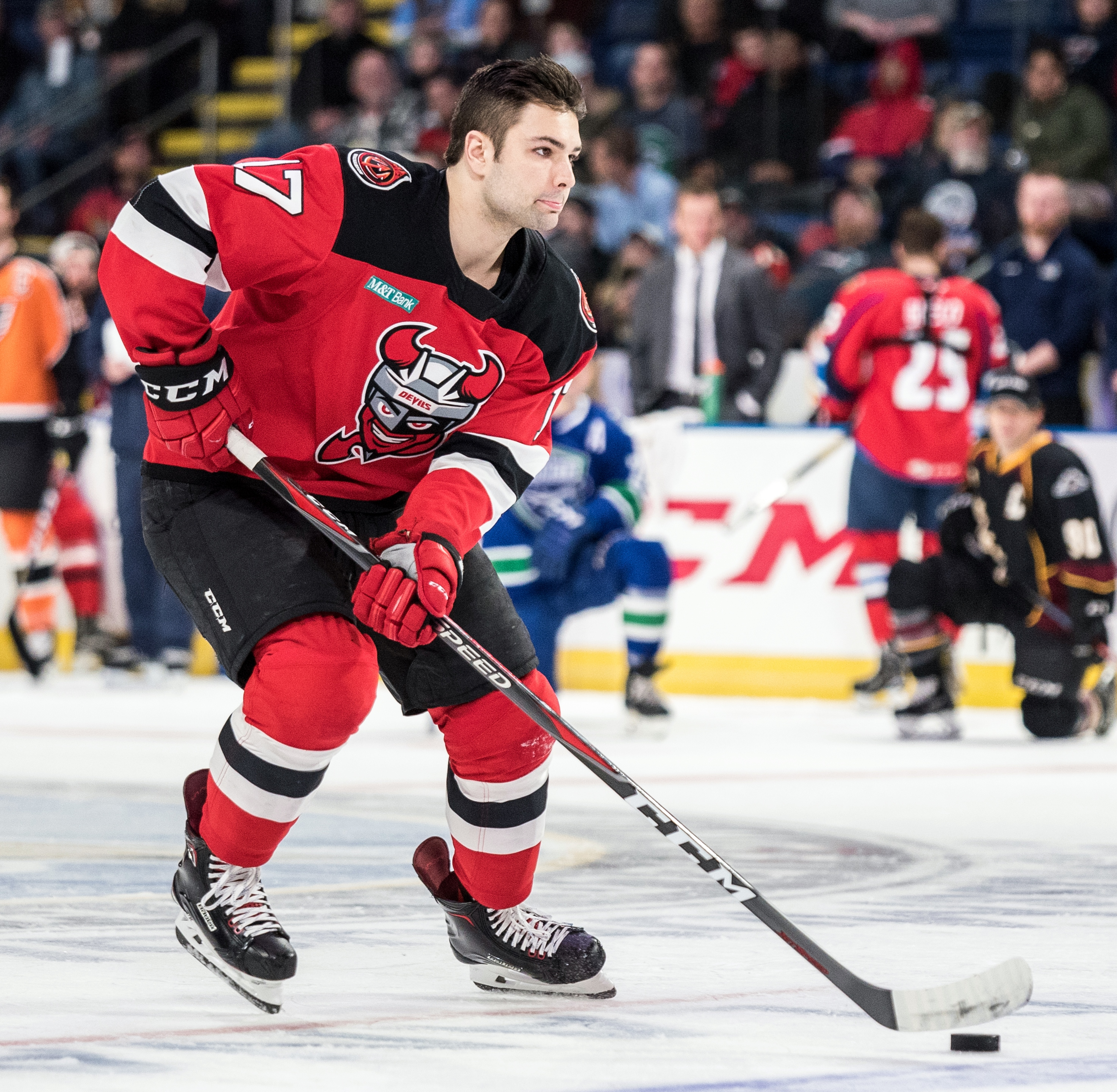
John Quenneville (* 1996)

- Quennoz, Alexandre (* 1978), Schweizer Fußballspieler
- Quensel, Conrad (1676–1732), schwedischer Astronom und Mathematiker
- Quensel, Conrad (1767–1806), schwedischer Naturforscher
- Quensel, Paul (1865–1951), deutscher Gymnasiallehrer und Heimatdichter
- Quensel, Percy Dudgeon (1881–1966), schwedischer Mineraloge
- Quensel, Stephan (* 1936), deutscher Kriminologe
- Quensen, Adolf (1851–1911), deutscher Hofdekorations- und Kirchenmaler des Historismus
- Quenstedt, Dario (* 1989), deutscher Handballspieler
- Quenstedt, Friedrich August (1809–1889), deutscher Geologe und Paläontologe
- Quenstedt, Johann Andreas (1617–1688), Vertreter der lutherischen Orthodoxie, genauer der letzte Vertreter der Hochorthodoxie (1600–1680)
- Quenstedt, Johann Ludolph (1663–1714), Buchhändler und erster Oberbürgermeister von Wittenberg
- Quenstedt, Werner (1893–1960), deutscher Paläontologe und Geologe
- Quent, Matthias (* 1986), deutscher SoziologeMatthias Quent (* 1986)

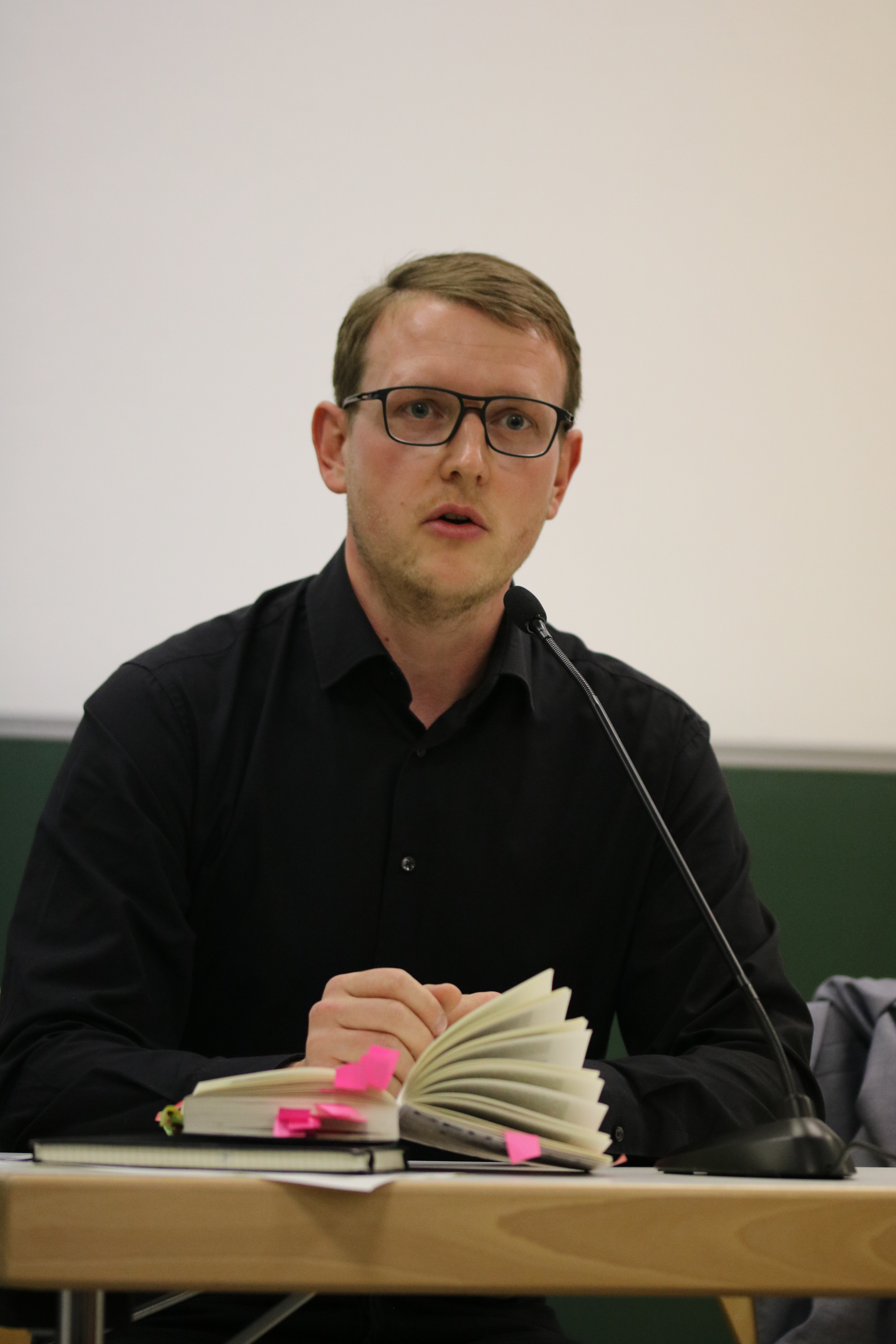
Matthias Quent (* 1986)

- Quental, Antero de (1842–1891), portugiesischer Dichter und Kritiker
- Quental, Bartolomeu de (1626–1698), portugiesischer Geistlicher und geistlicher Schriftsteller
- Quentel, Johann Thomas von (* 1696), Priester und Domherr in Köln
- Quentel, Thomas von († 1690), deutscher Priester und Offizial
- Quentell, Gustav (1816–1896), deutscher Maler
- Quentell, Heinrich († 1501), Buchdrucker
- Quentell, Johann Peter von (1650–1710), Weihbischof und Generalvikar in Münster
- Quentemeijer, Hennie (1920–1974), niederländischer Boxer
- Quentin, Andreas (* 1961), deutscher Jurist und Richter am Bundesgerichtshof
- Quentin, Bertin († 1767), französischer Komponist und Violinist
- Quentin, Carl (1810–1862), preußischer Staatsbeamter, Politiker (Demokratische Bewegung), Reiseschriftsteller und Senator (Wisconsin)
- Quentin, Cecil (1852–1926), britischer Segler
- Quentin, Didier (* 1946), französischer Politiker, Mitglied der Nationalversammlung
- Quentin, Jean-Baptiste, französischer Komponist und Violinist
- Quentin, Léonce (1880–1957), französischer Bogenschütze
- Quentin, Louis (1847–1929), deutscher Jurist und Politiker, MdR, Oberbürgermeister von Herford
- Quentin, Markus (* 1997), deutscher Nachwuchsschauspieler
- Quentin, Marleen (* 2005), deutsche Filmschauspielerin und Kinderdarstellerin
- Quentin, Maurice (1920–2013), französischer Radrennfahrer
- Quentin, René-Pierre (* 1943), Schweizer Fussballspieler
- Quentin, Theodor (1851–1905), deutscher Architekt
- Quentin, Yvan (* 1970), Schweizer Fussballspieler
- Quentrec, Yann (* 1962), französischer Leichtathlet
- Quenum, Chérif (* 1993), französischer Fußballspieler
- Quenzel, Georg (1896–1966), deutscher Grafiker, Zeichner und Hochschullehrer
- Quenzel, Gudrun (* 1971), deutsche Soziologin und Hochschullehrerin
- Quenzer, Arthur (1905–1986), US-amerikanischer Liedtexter
- Quenzer, Hans (1909–1969), deutscher Flugzeugbauer
- Quenzer, Jörg Borgias (* 1961), deutscher Japanologe

### Quer
- Queralt, Francesc (1740–1825), katalanischer Kapellmeister und Komponist
- Queraltó, Ricardo (* 1976), chilenischer Fußballspieler
- Quérard, Joseph Marie (1797–1865), französischer Bibliograf
- Quérard-Schack, Juliane (* 1927), deutsch-französische Autorin und Künstlerin
- Querbach, Alfred (1920–2003), deutscher Schauspieler und Hörspielsprecher
- Querbes, Louis (1793–1859), französischer römisch-katholischer Geistlicher und Ordensgründer
- Quércia, Orestes (1938–2010), brasilianischer Politiker
- Quéré, Catherine (* 1948), französische Politikerin der Parti socialiste
- Quéré, Mathias (* 1986), französischer Badmintonspieler
- Quereda, Ignacio (* 1950), spanischer FußballtrainerIgnacio Quereda (* 1950)

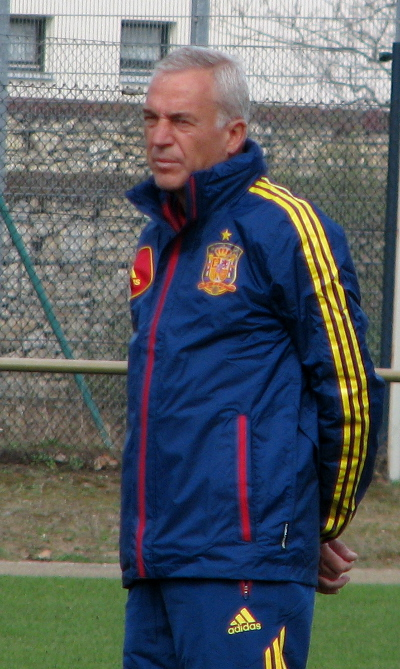
Ignacio Quereda (* 1950)

- Querejeta Mendizábal, José María (1921–1997), katholischer Bischof
- Querejeta, Elías (1934–2013), spanischer Filmproduzent und Drehbuchautor
- Querengässer, Jochen (* 1955), deutscher Politiker (PDS), MdA
- Querengässer, Jürgen (* 1964), deutscher Handballspieler
- Querengässer, Paul (* 1869), deutscher Landwirt, Gutsbesitzer und Politiker (DNVP, CNBL), MdL
- Querfeld, Carl (1849–1893), deutscher Architekt
- Querfeld, Leopold (* 2003), österreichischer FußballspielerLeopold Querfeld (* 2003)

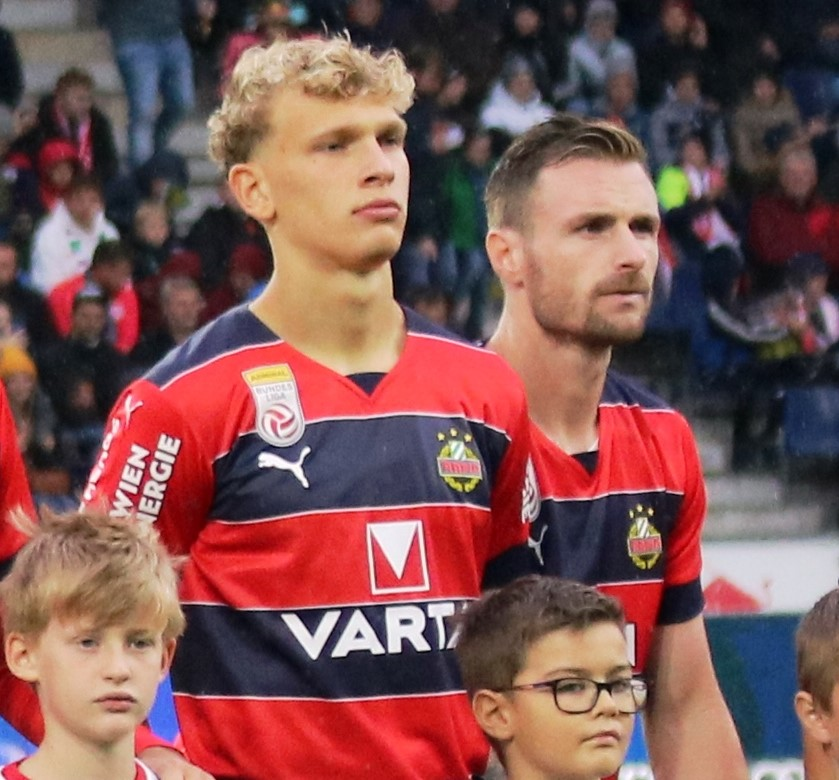
Leopold Querfeld (* 2003)

- Querfeld, Werner (1929–2017), deutscher Historiker und Archivar
- Querfurt, August (1696–1761), deutscher Genre-, Pferde-, Jagd- und Schlachtenmaler
- Querfurt, Joachim († 1698), deutscher Bildhauer und Baumeister
- Querfurt, Tobias († 1734), deutscher Maler, Radierer und Eisenschneider
- Querfurth, Curt von (1826–1886), deutscher Jurist, Heraldiker und Schriftsteller
- Querfurth, Georg (1838–1902), deutscher Maschinenbauingenieur und Hochschullehrer
- Querfurth, Hans von (1849–1931), deutscher Unternehmer und Politiker
- Querfurth, Johann Heinrich Conrad (1747–1817), Kaufmann, Senator und Bürgermeister der Stadt Annaberg
- Querfurth, Karl von (1779–1845), deutscher Unternehmer und Politiker
- Querfurth, Ralph (* 1979), deutscher Spieleredakteur und Spieleautor
- Queri, Georg (1879–1919), bayerischer Heimatdichter und Schriftsteller
- Querido, Emanuel (1871–1943), niederländischer Verleger
- Querido, Israël (1872–1932), niederländischer Schriftsteller
- Querido, Jakob, jüdischer Pseudomessias
- Querín, Leonardo Facundo (* 1982), argentinisch-italienischer Handballspieler
- Querini, Angelo (1721–1796), italienischer Politiker und Diplomat
- Querini, Elisabetta (1628–1709), Dogaressa
- Querini, Gerolamo (1468–1554), Patriarch von Venedig
- Querini, Vincenzo († 1514), venezianischer Diplomat und Kleriker
- Querinjean, Ruben (* 2001), luxemburgischer Leichtathlet
- Querino, Manuel Raimundo (1851–1923), afrobrasilianischer Künstler und Intellektueller
- Quermann, Heinz (1921–2003), deutscher FernsehunterhalterHeinz Quermann (1921–2003)

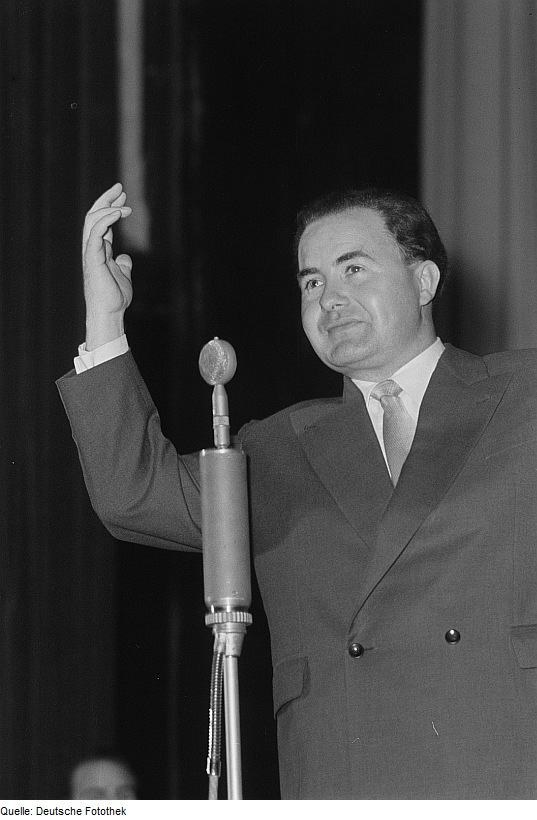
Heinz Quermann (1921–2003)

- Quermann, Ines (* 1979), deutsche Schauspielerin
- Querner, Curt (1904–1976), deutscher Maler
- Querner, Ferdinand (1816–1880), deutscher Unternehmer und Politiker, MdL (Königreich Sachsen)
- Querner, Hans (1921–2012), deutscher Biologe
- Querner, Rudolf (1893–1945), deutscher General der Waffen-SS und Polizei
- Querner, Ursula (1921–1969), deutsche Bildhauerin
- Quernheim, Anna von († 1590), Dichterin geistlicher Lieder
- Quernheim, Hilmar von († 1581), Adeliger und Errichter des Wasserschlosses Ulenburg
- Quero, Heriberto (* 1977), deutscher Volleyballspieler venezolanischer Herkunft
- Querol i Campos, Vicent Venceslau (1837–1889), valencianischer Dichter
- Querol i Roso, Leopold (1899–1985), valencianischer Pianist, Komponist und Musikwissenschaftler
- Querrey, Sam (* 1987), US-amerikanischer TennisspielerSam Querrey (* 1987)

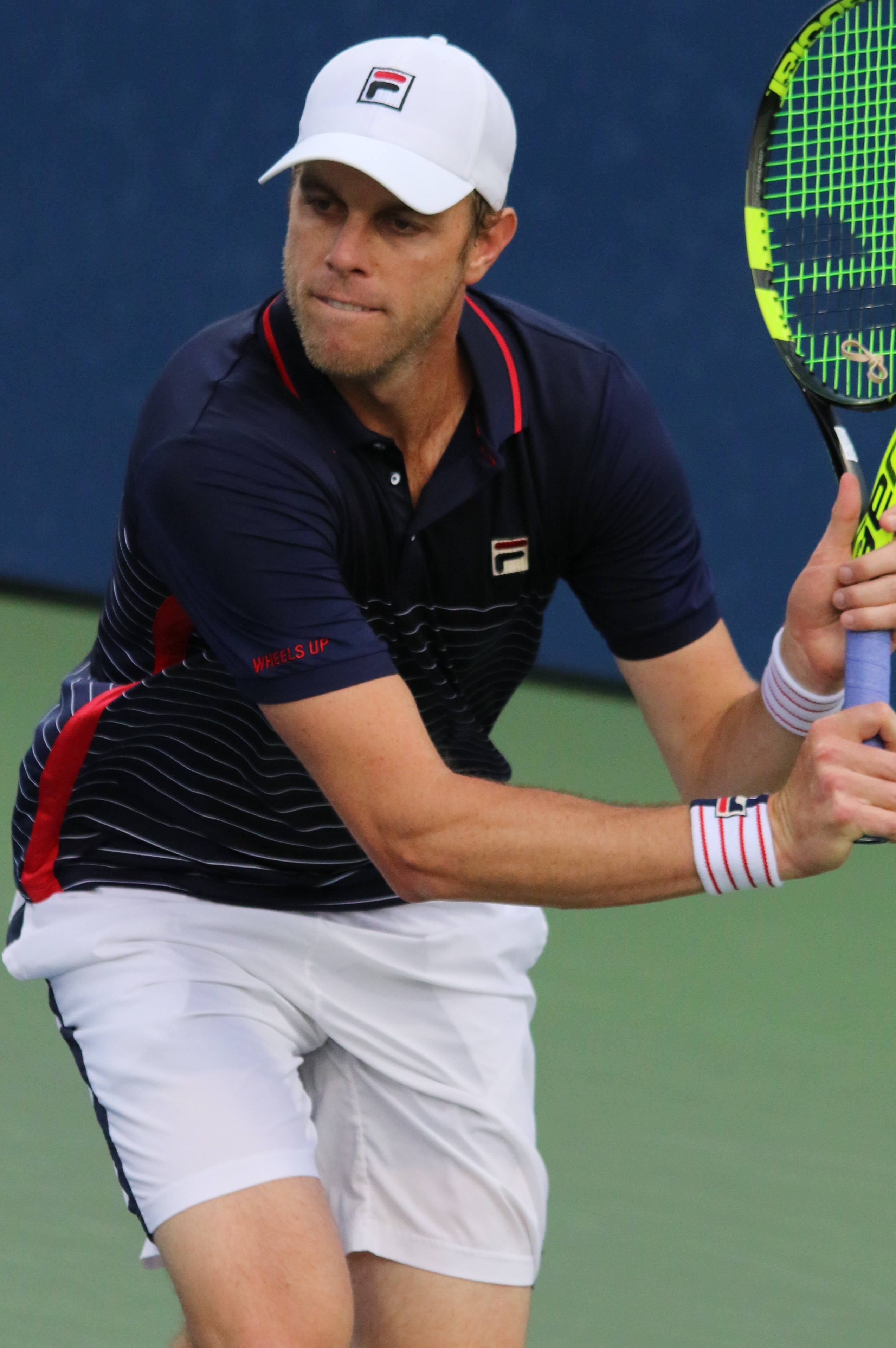
Sam Querrey (* 1987)

- Quersin, Benoît (1927–1993), belgischer Jazzmusiker und Musikethnologe
- Quersin, Henri (1863–1944), belgischer Sportschütze
- Quertenmont, Andreas Bernardus de (1750–1835), flämischer Zeichner, Maler, Kupferstecher, Professor und Direktor an der Akademie der schönen Künste in Antwerpen
- Quertier, Jill (* 1936), englische Szenenbildnerin
- Quervain, Alfred de (1879–1927), Schweizer Geophysiker
- Quervain, Alfred de (1896–1968), Schweizer Theologe reformierter Konfession
- Quervain, Anna de (* 1991), Schweizer Politikerin (Grüne)
- Quervain, Daniel de (1937–2020), Schweizer Maler, Zeichner und Grafiker
- Quervain, Francis de (1902–1984), Schweizer Petrologe
- Quervain, Fritz de (1868–1940), Schweizer ChirurgFritz de Quervain (1868–1940)

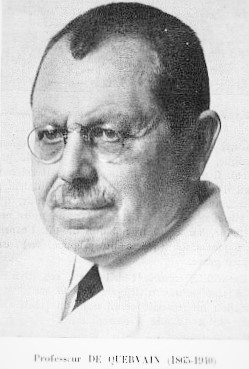
Fritz de Quervain (1868–1940)

- Quervain, Marcel de (1915–2007), Schweizer Physiker, Glaziologe und Physikochemiker
- Quervain, Paul Fredi de (1926–1992), Psychoanalytiker
- Querzola, Alessandra, italienische Szenenbildnerin
- Querzola, Athos (1905–1992), französischer Autorennfahrer

### Ques
- Quesada Sardiñas, Daisel (* 1995), kubanischer Beachvolleyballspieler
- Quesada, Adrian, US-amerikanischer Musiker und Songwriter
- Quesada, Alfredo (* 1949), peruanischer Fußballspieler
- Quesada, Elwood Richard (1904–1993), US-amerikanischer Generalleutnant der US Air Force
- Quesada, Ernesto (1858–1934), argentinischer Jurist, Publizist, Historiker und Sprachwissenschaftler
- Quesada, Jorge (1915–1983), costa-ricanischer Fußballspieler
- Quesada, Jorge (* 1961), spanischer Moderner Fünfkampfer
- Quesada, Miguel (* 1979), spanischer Mittelstreckenläufer
- Quesada, Milo (1930–2012), argentinischer Schauspieler
- Quesada, Nya (1919–2013), argentinische Schauspielerin und Hörspielsprecherin
- Quesada, Pau (* 1992), spanischer FußballtrainerPau Quesada (* 1992)

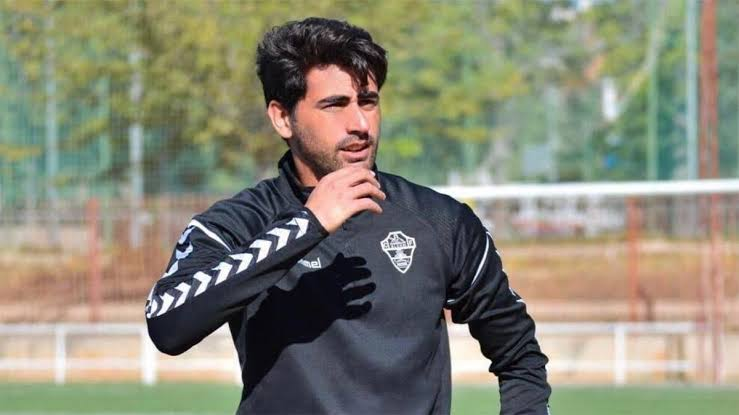
Pau Quesada (* 1992)

- Quesada, Vicente Gregorio (1830–1913), argentinischer Diplomat
- Quesada, Violeta (1947–2024), kubanische Leichtathletin
- Quesada, Wálter (* 1970), costa-ricanischer Fußballschiedsrichter
- Quesada, Yoelbi (* 1973), kubanischer Dreispringer
- Quesada, Yuniesky (* 1984), kubanischer Schachspieler
- Quesadas, Ignacio, mexikanischer Musiker
- Quesar, Eduard (1807–1874), österreichischer Richter und Politiker
- Quesel, Carsten (* 1961), deutscher Bildungssoziologe und Hochschullehrer
- Quesnay, Abraham (1666–1726), hugenottischer Architekt
- Quesnay, François (1694–1774), französischer Arzt und ÖkonomFrançois Quesnay (1694–1774)

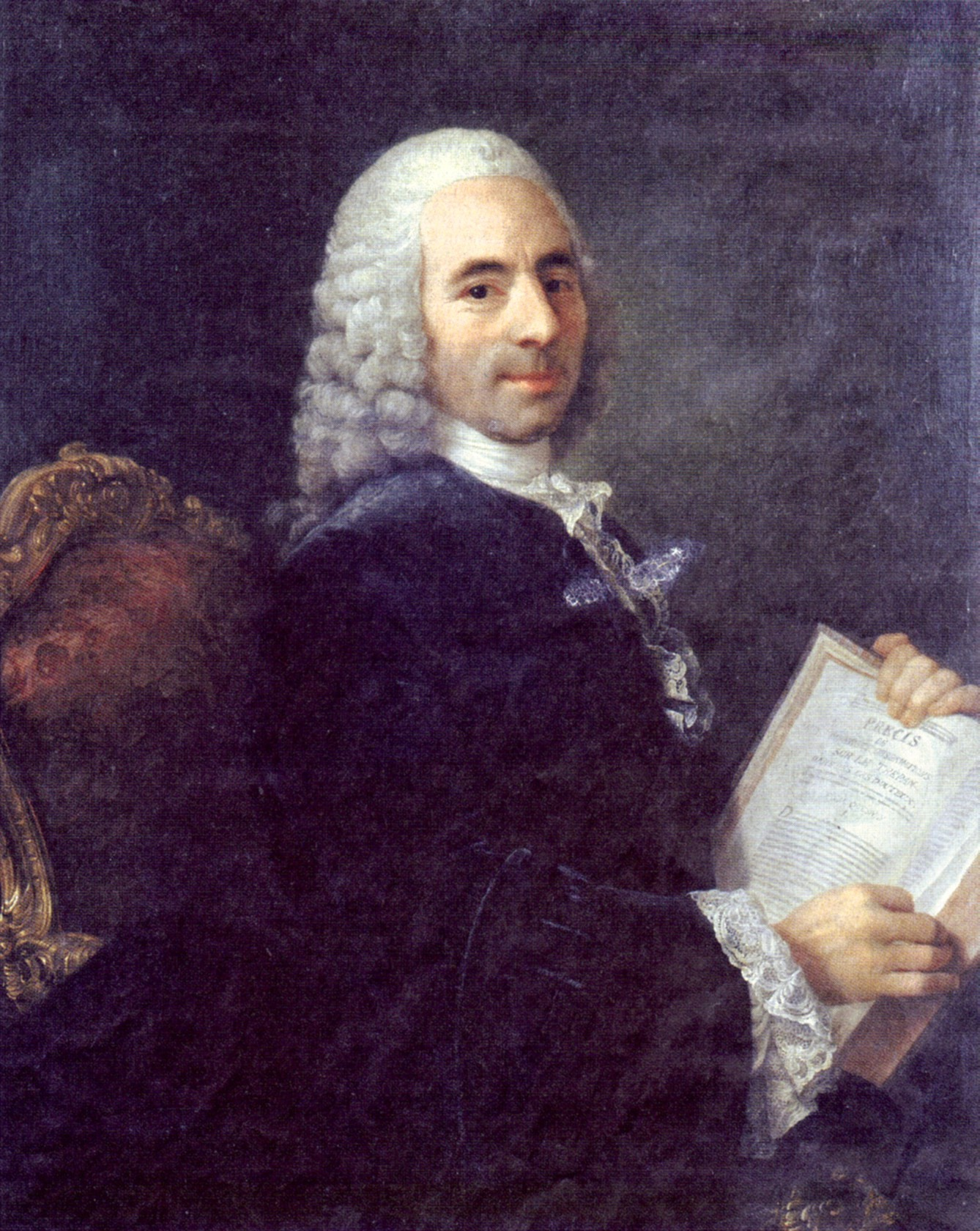
François Quesnay (1694–1774)

- Quesnay, Pierre (1895–1937), französischer Bankmanager
- Quesnel, François (1543–1619), französischer Maler und Designer
- Quesnel, François Jean Baptiste (1765–1819), französischer Divisionsgeneral
- Quesnel, Frédéric-Auguste (1785–1866), kanadischer Politiker, Jurist und Geschäftsmann
- Quesnel, Joseph (1746–1809), kanadischer Komponist und Seemann
- Quesnel, Jules-Maurice (1786–1842), kanadischer Entdeckungsreisender, Politiker und Geschäftsmann
- Quesnel, Pasquier (1634–1719), französischer jansenistischer Theologe
- Quesnel, Pooky (* 1966), britische Schauspielerin, Drehbuchautorin und Sängerin
- Quessel, Ludwig (1872–1931), deutscher Publizist und Politiker (SPD), MdR
- Quest, August (1886–1945), deutscher kommunistischer Widerstandskämpfer gegen den Nationalsozialismus
- Quest, Christoph (1940–2020), deutscher Schauspieler, Regisseur und Schriftsteller
- Quest, Hans (1915–1997), deutscher Schauspieler und Regisseur
- Quest, Hans-Jürgen (1924–1999), deutscher evangelischer Theologe und Pastor
- Quest, Henner (* 1944), deutscher Schauspieler
- Quest, Nora (* 1990), deutsche Theater- und Filmschauspielerin
- Quest, Philipp (* 1987), deutscher Schauspieler
- Quest, Ralf (* 1938), deutscher Fußballspieler
- Quest, Richard (* 1962), britischer Nachrichtensprecher für CNN International
- Quest, Stephen, britischer EU-Beamter
- Questad, Larry (1943–2020), US-amerikanischer Sprinter
- Questel, Charles-Auguste (1807–1888), französischer Architekt
- Questel, Mae (1908–1998), US-amerikanische Schauspielerin und Synchronsprecherin
- Questenberg, Gerhard von († 1646), Diplomat und Staatsmann
- Questenberg, Johann Adam von († 1752), österreichischer Adliger, Reichshofrat, Musikfreund, Schlossherr und Mäzen
- Questenberg, Kaspar von (1571–1640), deutscher Geistlicher, Abt des Prämonstratenserstiftes Strahov
- Quester, Dieter (* 1939), österreichischer Motorboot-, Motorrad- und AutomobilrennfahrerDieter Quester (* 1939)

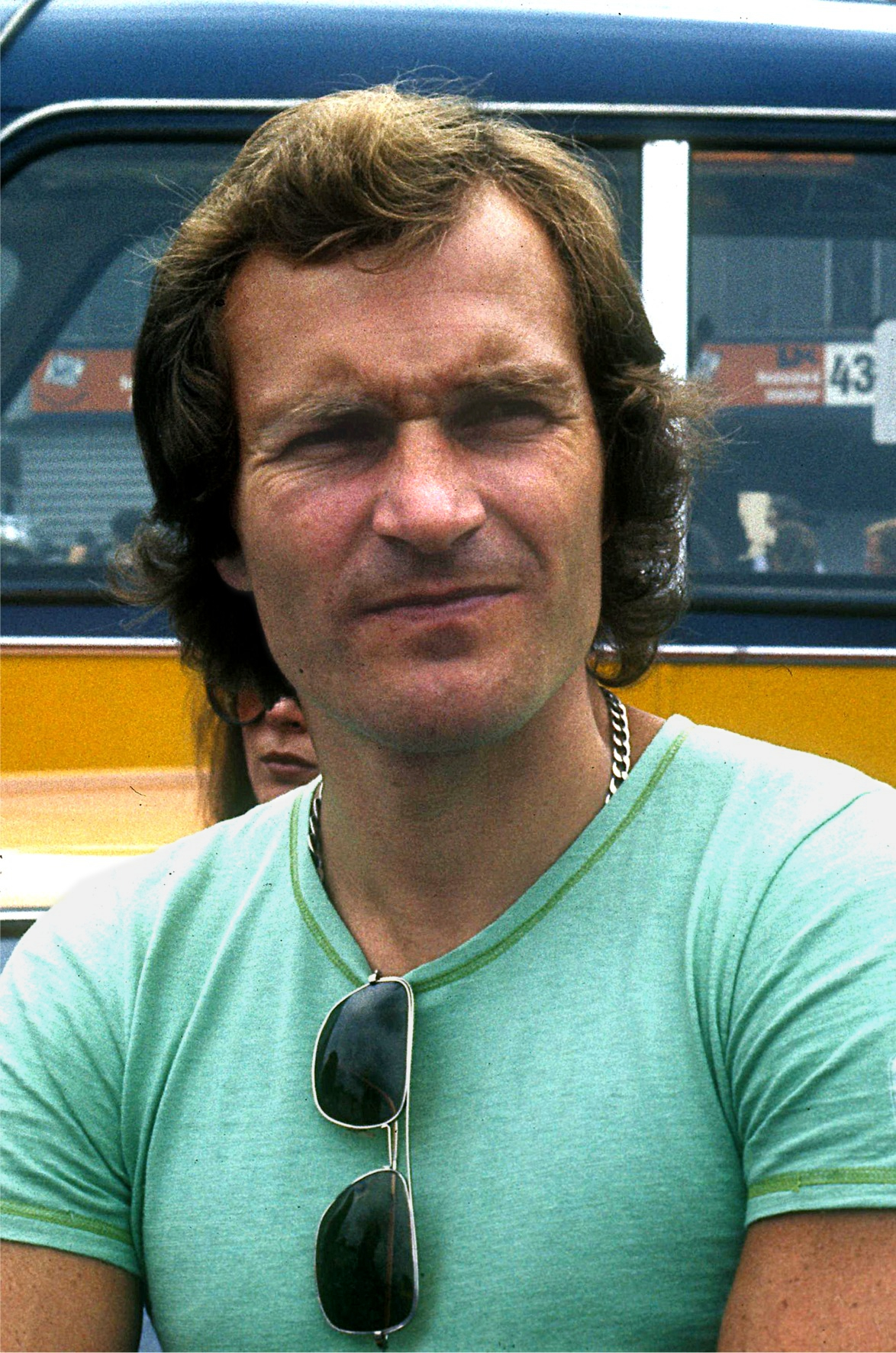
Dieter Quester (* 1939)

- Quester, Johannes (* 1981), deutscher Theaterschauspieler
- Questi, Giulio (1924–2014), italienischer Filmregisseur und Drehbuchautor
- Questiaux, François (1900–1944), belgischer römisch-katholischer Geistlicher und Märtyrer
- Questiaux, Nicole (* 1930), französische Politikerin (PS), Mitglied der Nationalversammlung
- Questiers, Catharina (1631–1669), niederländische Dichterin, Dramatikerin und Künstlerin
- Questlove (* 1971), US-amerikanischer Schlagzeuger und ProduzentQuestlove (* 1971)

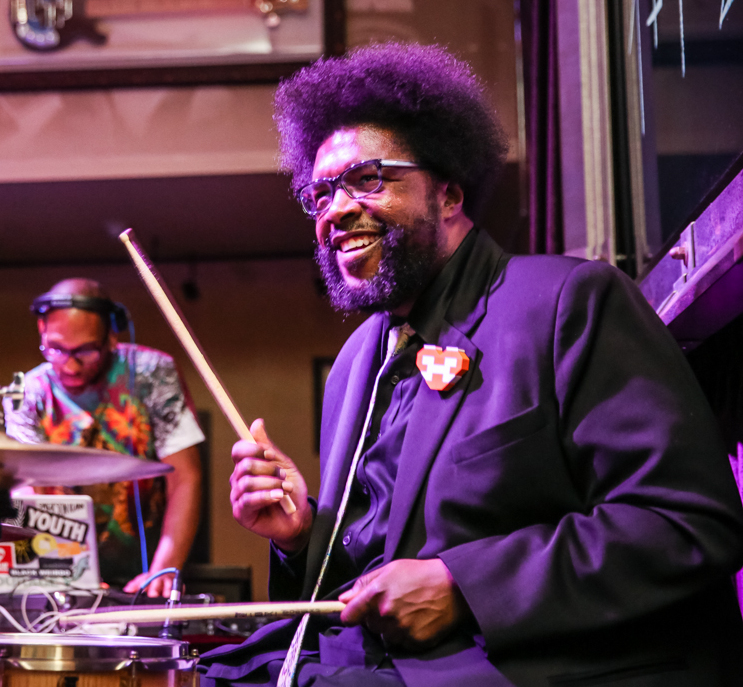
Questlove (* 1971)

- Questwicz, Johann, Dresdner Ratsherr und Bürgermeister

### Quet
- Quet, Christophe (* 1969), französischer Comiczeichner
- Quetelet, Adolphe (1796–1874), belgischer Astronom und Statistiker
- Quetelet, Ernest (1825–1878), belgischer Astronom
- Quetes, Wolfgang (* 1944), österreichischer Theater- und Opernregisseur und Theaterintendant
- Quetsch, Dennis (* 1991), deutscher Koch
- Quetz, Jürgen (* 1940), deutscher Anglist, Didaktiker und Hochschullehrer
- Quetz, Zacharias von (* 1590), deutscher Adliger

### Queu
- Queudrue, Franck (* 1978), französischer Fußballspieler
- Queugnet, Roger (1923–2020), französischer Radrennfahrer
- Queuille, Henri (1884–1970), französischer Politiker der Radikalen Partei

### Quev
- Queva, Josef (1849–1929), deutscher Arbeiterführer und Vereinsgründer
- Quevedo (* 2001), spanischer Rapper und SängerQuevedo (* 2001)

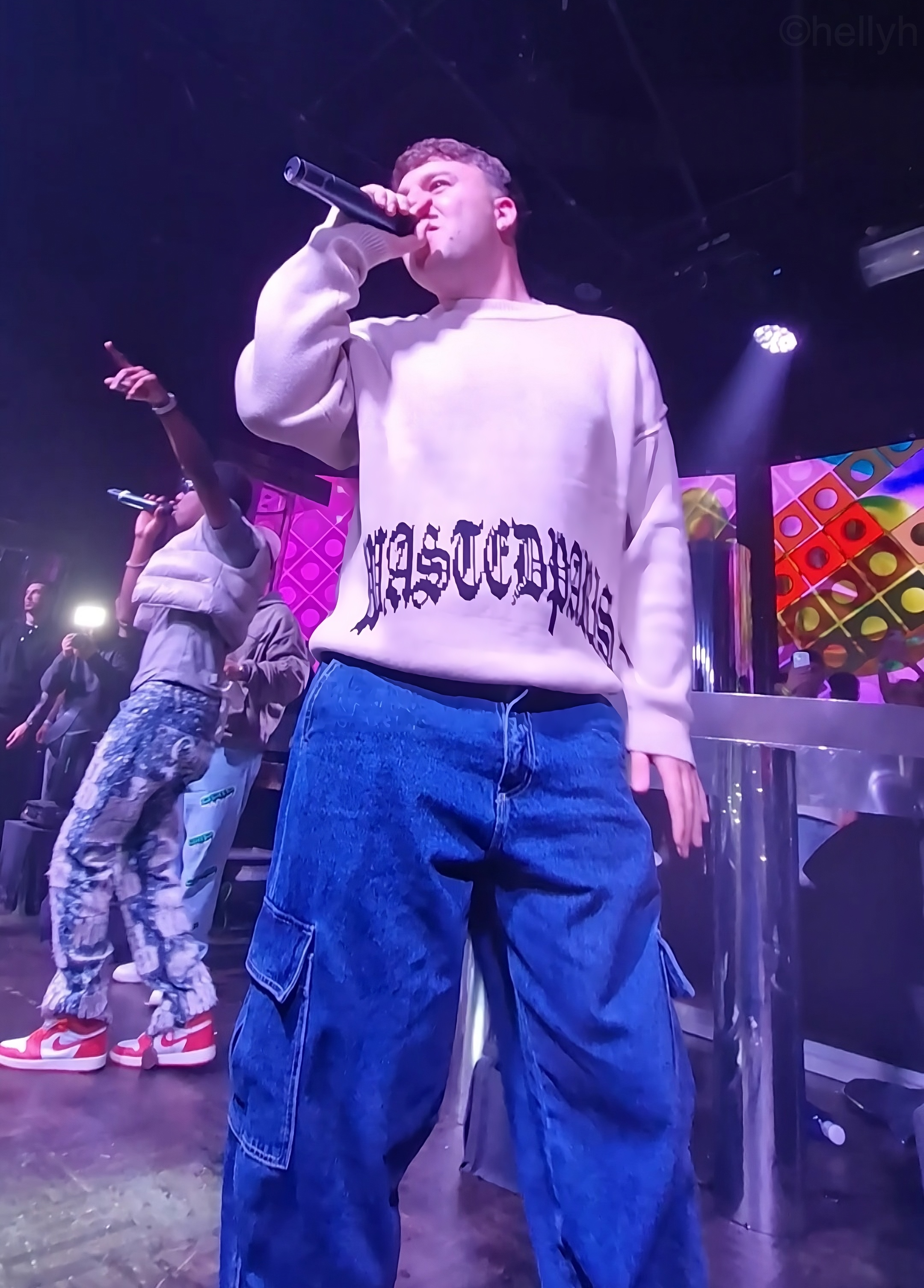
Quevedo (* 2001)

- Quevedo y Quintano, Pedro Benito Antonio (1736–1818), spanischer Geistlicher und Kardinal
- Quevedo, Carlos (* 1993), spanischer Eishockeyspieler
- Quevedo, Fernando (* 1956), guatemaltekischer Physiker
- Quevedo, Francisco de (1580–1645), spanischer Schriftsteller
- Quevedo, Hugo (* 1963), uruguayischer Fußballspieler
- Quevedo, Julio (1939–2025), guatemaltekischer Leichtathlet
- Quevedo, Kaitlin (* 2006), US-amerikanisch-spanische Tennisspielerin
- Quevedo, Manuel, venezolanischer Militärangehöriger und Politiker
- Quevedo, Nuria (* 1938), spanisch-deutsche Malerin
- Quevedo, Orlando (* 1939), philippinischer Geistlicher, römisch-katholischer Erzbischof von Cotabato
- Quevedo, Raúl († 2007), mexikanischer Fußballspieler
- Quevedo, Xavier (* 1991), venezolanischer Radrennfahrer

### Quey
- Queyranne, Jean-Jack (* 1945), französischer Politiker des Parti socialiste (PS)
- Queyras, Jean-Guihen (* 1967), französischer Cellist
- Queyrel, François (* 1956), französischer Klassischer Archäologe
- Queyroux, René (1927–2002), französischer Fechter

### Quez
- Quezada Acharán, Armando (1873–1936), chilenischer Politiker und Wirtschaftswissenschaftler
- Quezada Limón, Salvador (1909–1993), mexikanischer Geistlicher, Bischof von Aguascalientes
- Quezada Macchiavello, Óscar (* 1954), peruanischer Semiologe und Philosoph, Rektor der Universität Lima
- Quezada Toruño, Rodolfo (1932–2012), guatemaltekischer Geistlicher, römisch-katholischer Erzbischof von Guatemala und Kardinal
- Quezada Valdéz, José del Pilar (1900–1985), mexikanischer Geistlicher und Bischof von Acapulco
- Quezada, José (* 1990), chilenischer Fußballspieler
- Quezada, Josefa (* 1992), chilenische Mittelstreckenläuferin
- Quezada, Maria (* 2001), US-amerikanische Schauspielerin
- Quezada, Milly (* 1955), dominikanische Merenguesängerin
- Quezada, Quinley (* 1997), US-amerikanisch-philippinische Fußballspielerin
- Quezada, Steven Michael (* 1963), US-amerikanischer Schauspieler und ComedianSteven Michael Quezada (* 1963)

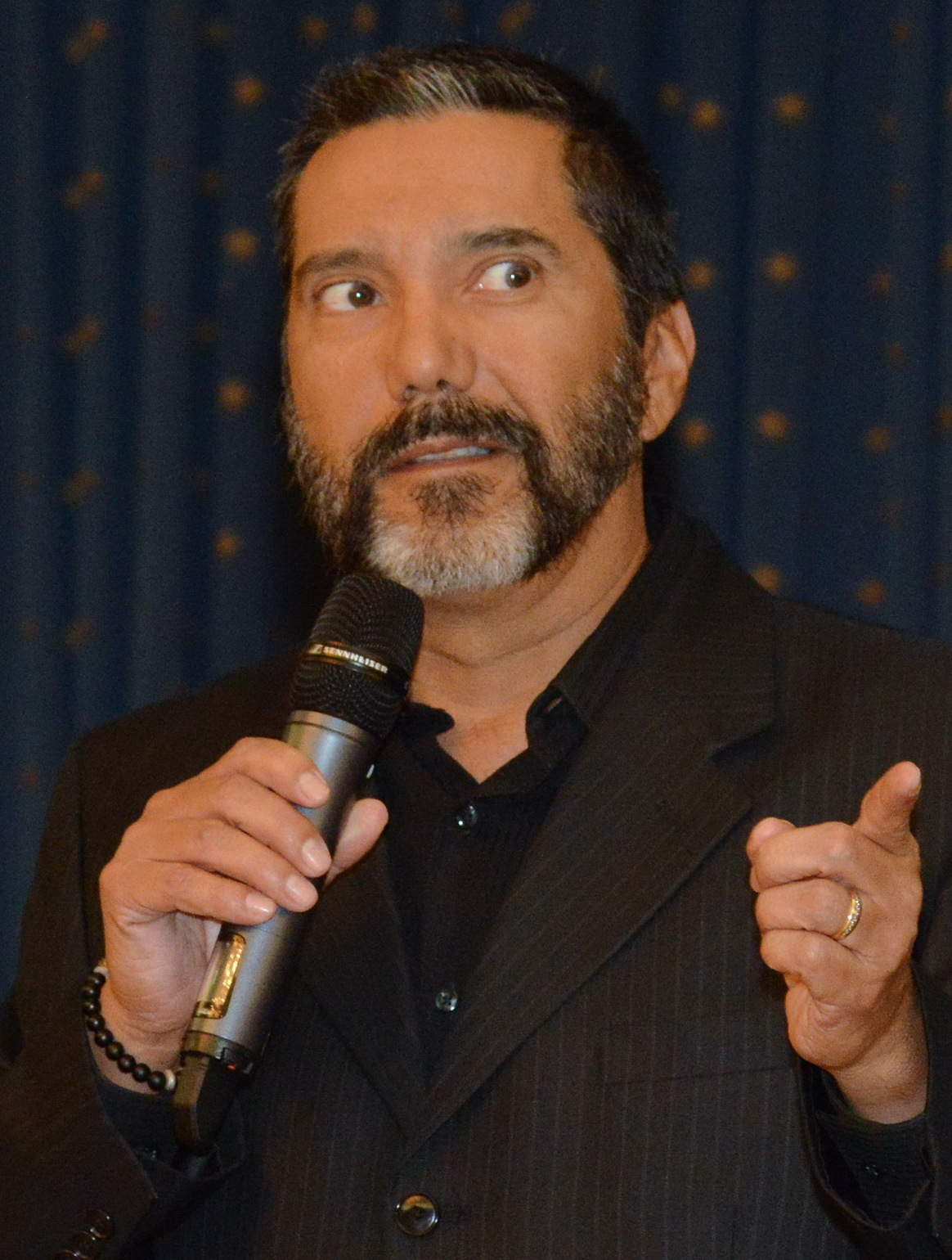
Steven Michael Quezada (* 1963)

- Quezergue, Wardell (1930–2011), US-amerikanischer Komponist und Musikproduzent
- Quezon, Manuel (1878–1944), philippinischer Präsident